# 托瓦蒂
托瓦蒂（西班牙語：Tobatí）是巴拉圭的城市，由科迪勒拉省負責管轄，距離首府卡庫佩10公里，毗鄰與阿根廷接壤的邊境，始建於十六世紀，面積285平方公里，海拔高度91米，人口26,626。
25°16′S 57°19′W / 25.267°S 57.317°W